# Lurker
Lurker, na cultura da internet, é alguém que lê as discussões em fóruns, grupos de notícias, chats ou compartilhamento de arquivos, mas nunca ou raramente participa de forma ativa. Estima-se que o quantitativo de integrantes dos grupos de discussão online seja composto de 90% de lurkers.

## História
Em inglês, o verbo lurk significa "esgueirar-se".
O termo lurker data de meados da década de 1980. Na época, os sistemas BBS eram geralmente acessados através de linhas telefônicas, frequentemente da casa dos usuários, e havia uma expectativa de que todos os que usavam a BBS contribuíssem com o seu conteúdo fazendo upload de arquivos e postando comentários. Aqueles que se comportavam de forma passiva, somente lendo, passaram a ser chamados de lurkers de forma negativa pelos outros usuários, muitas vezes tendo seu acesso barrado pelos sysops caso não contribuíssem e continuassem a fazer uso do conteúdo.
Em contraste, muitas comunidades atuais alertam os newbies para que se comportem como lurkers por algum tempo, até que compreendam a dinâmica de funcionamento e as regras de etiqueta do grupo, de modo a evitar comentários redundantes ou inapropriados, perguntas óbvias ou flaming. Tais atitudes levam ao comentário "lurk more" — algo como "passe mais tempo como lurker". O verbo de-lurk, em contrapartida, designaria o início da contribuição ativa com a comunidade, após passar um tempo como lurker. O fato de recomendar aos newbies a se comportarem como lurkers durante um tempo tem, assim, o propósito de educá-los.
Há também os que permanecem passivamente como lurkers num fórum habitualmente, e raramente ou nunca contribuem. Geralmente é difícil estimar a quantidade de lurkers presentes, devido à ausência de manifestação dos mesmos. Em guerras de flaming, um participante que está perdendo na argumentação algumas vezes diz receber apoio dos lurkers por e-mail. Isto inspirou a escritora de ficção científica Jo Walton a compor a canção folk intitulada "Os Lurkers Me Apóiam por e-Mail".